# Ерік Альмгрен
Ерік Альмгрен (швед. Erik Almgren; нар. 28 січня 1908, Стокгольм — пом. 23 серпня 1989, Стокгольм) — шведський футболіст, що грав на позиції півзахисника. По завершенні ігрової кар'єри — тренер.
Виступав за клуб АІК, у складі якого був чемпіоном Швеції, а також національну збірну Швеції, за яку грав на чемпіонаті світу 1938 року.

## Клубна кар'єра
Народився 28 січня 1908 року в Стокгольмі. Вихованець футбольної школи клубу «Ессінге».
У дорослому футболі дебютував 1934 року виступами за команду клубу АІК, кольори якої і захищав протягом усієї своєї кар'єри гравця, що тривала десять років. Більшість часу, проведеного у складі клубу АІК, був основним гравцем команди. 1937 року виборов титул чемпіона Швеції.

## Виступи за збірну
1937 року дебютував в офіційних матчах у складі національної збірної Швеції. Протягом кар'єри у національній команді, яка тривала усього 2 роки, провів у формі головної команди країни 13 матчів.
У складі збірної був учасником чемпіонату світу 1938 року у Франції, де взяв участь в усіх трьох іграх своєї команди, яка посіла четверте місце за результатами світової першості.

## Кар'єра тренера
Розпочав тренерську кар'єру відразу ж по завершенні кар'єри гравця, 1943 року, очоливши тренерський штаб клубу АІК.
1945 року очолював команду клубу «ГІФК».
Останнім місцем тренерської роботи був клуб «Отвідабергс ФФ», головним тренером команди якого Ерік Альмгрен був 1948 року.
Помер 23 серпня 1989 року на 82-му році життя у місті Стокгольм.

## Титули і досягнення
- Чемпіон Швеції (1):

АІК: 1936–1937